# Tăng trưởng nội sinh
Lý thuyết tăng trưởng nội sinh cho rằng tăng trưởng kinh tế chủ yếu là kết quả của nội lực chứ không phải ngoại lực. Lý thuyết tăng trưởng nội sinh cho rằng đầu tư vào vốn con người, đổi mới và tri thức là những yếu tố đóng góp đáng kể vào tăng trưởng kinh tế. Lý thuyết này cũng tập trung vào các yếu tố bên ngoài tích cực và tác động tràn của nền kinh tế dựa trên tri thức sẽ dẫn đến phát triển kinh tế. Lý thuyết tăng trưởng nội sinh chủ yếu cho rằng tốc độ tăng trưởng dài hạn của một nền kinh tế phụ thuộc vào các chính sách. Ví dụ, trợ cấp cho nghiên cứu và phát triển hoặc giáo dục làm tăng tốc độ tăng trưởng trong một số mô hình tăng trưởng nội sinh bằng cách tăng động cơ đổi mới.

## Mô hình
Vào giữa những năm 1980, một nhóm các nhà lý thuyết tăng trưởng ngày càng không hài lòng với những lý giải chung về các yếu tố ngoại sinh quyết định tăng trưởng trong dài hạn. Họ ủng hộ một mô hình thay thế biến tăng trưởng ngoại sinh (tiến bộ kỹ thuật không giải thích được) bằng một mô hình trong đó các yếu tố quyết định chính của tăng trưởng được hiển thị rõ ràng trong mô hình. Công trình của Kenneth Arrow (1962), Hirofumi Uzawa (1965), và Miguel Sidrauski (1967) đã tạo cơ sở cho nghiên cứu này. Paul Romer (1986), Robert Lucas (1988), Sergio Rebelo (1991) [3] và Ortigueira và Santos (1997) đã bỏ qua yếu tố tiến bộ công nghệ; thay vào đó, tăng trưởng trong các mô hình này là do đầu tư vô thời hạn vào vốn nhân lực và đã có tác động tràn đến nền kinh tế và làm giảm tỷ suất sinh lợi ngày càng giảm của tích lũy vốn.
Mô hình AK, là mô hình nội sinh đơn giản nhất, đưa ra tỷ lệ tiết kiệm nội sinh không đổi và giả định tỷ lệ tiết kiệm ngoại sinh không đổi. Nó mô hình hóa tiến bộ công nghệ với một tham số duy nhất (thường là A). Mô hình dựa trên giả định rằng hàm sản xuất không biểu hiện lợi nhuận giảm dần theo quy mô. Nhiều lý do khác nhau cho giả định này đã được đưa ra, chẳng hạn như tác động lan tỏa tích cực từ đầu tư vốn cho toàn bộ nền kinh tế hoặc những cải tiến trong công nghệ dẫn đến những cải tiến hơn nữa. Tuy nhiên, lý thuyết tăng trưởng nội sinh được hỗ trợ thêm với các mô hình trong đó các tác nhân xác định tối ưu mức tiêu thụ và tiết kiệm, tối ưu hóa việc phân bổ nguồn lực cho nghiên cứu và phát triển dẫn đến tiến bộ công nghệ. Romer (1986, 1990) và những đóng góp đáng kể của Aghion và Howitt (1992) và Grossman và Helpman (1991), đã kết hợp các thị trường không hoàn hảo và R&D vào mô hình tăng trưởng. Lý thuyết số lượng của tăng trưởng năng suất nội sinh do nhà kinh tế học người Nga Vladimir Pokrovskii đề xuất, lý thuyết giải thích tăng trưởng là hệ quả của động lực của ba yếu tố, trong đó có đặc điểm công nghệ của thiết bị sản xuất, không có bất kỳ thông số tùy ý nào, có thể tái tạo lịch sử. tốc độ tăng trưởng kinh tế với độ chính xác đáng kể.

#### Mô hình AK
Mô hình hàm sản xuất AK là một trường hợp đặc biệt của hàm sản xuất Cobb-Douglas
Phương trình này cho thấy một hàm Cobb-Douglas trong đó Y đại diện cho tổng sản lượng trong một nền kinh tế. A đại diện cho năng suất nhân tố tổng hợp, K là vốn, L là lao động và tham số a đo lường độ co giãn theo sản lượng của vốn. Đối với trường hợp đặc biệt a=1, hàm sản xuất trở nên tuyến tính trong vốn do đó mang lại lợi nhuận không đổi theo quy mô
Để tránh mâu thuẫn, nhà kinh tế học người Nga Vladimir Pokrovskii đề xuất viết hàm sản xuất dưới dạng thống nhất
trong đó P là một dịch vụ vốn; Y0, L0, P0 tương ứng với sản lượng, lao động và công việc thay thế trong năm gốc. Dạng lý thuyết này giải thích tăng trưởng là hệ quả của động lực của các yếu tố sản xuất, không có bất kỳ tham số tùy ý nào, giúp có thể tái tạo tốc độ tăng trưởng kinh tế trong lịch sử với độ chính xác đáng kể.

## So với mô hình tăng trưởng ngoại sinh
Trong các mô hình tăng trưởng tân cổ điển, tốc độ tăng trưởng dài hạn được xác định ngoại sinh bằng tỷ lệ tiết kiệm (mô hình Harrod – Domar) hoặc tỷ lệ tiến bộ kỹ thuật (mô hình Solow). Tuy nhiên, tỷ lệ tiết kiệm và tỷ lệ tiến bộ công nghệ vẫn chưa giải thích được. Lý thuyết tăng trưởng nội sinh cố gắng khắc phục nhược điểm này bằng cách xây dựng các mô hình kinh tế vĩ mô từ nền tảng kinh tế vi mô. Các hộ gia đình được giả định là tối đa hóa mức độ tiện ích khi bị ràng buộc về ngân sách trong khi các công ty tối đa hóa lợi nhuận. Tầm quan trọng hàng đầu thường được trao cho việc sản xuất công nghệ mới và vốn nhân lực. Động cơ thúc đẩy tăng trưởng có thể đơn giản là sự quay trở lại liên tục với chức năng sản xuất theo quy mô (mô hình AK) hoặc các thiết lập phức tạp hơn với tác động lan tỏa (tác động lan tỏa là ngoại tác tích cực, lợi ích do chi phí từ các công ty khác), làm tăng số lượng hàng hóa , tăng phẩm chất, v.v.
Thông thường lý thuyết tăng trưởng nội sinh giả định sản phẩm cận biên của vốn không đổi ở mức tổng hợp, hoặc ít nhất là giới hạn của sản phẩm cận biên của vốn không có xu hướng bằng không. Điều này không có nghĩa là các công ty lớn hơn sẽ có năng suất cao hơn các công ty nhỏ, bởi vì ở cấp độ công ty, sản phẩm cận biên của vốn vẫn đang giảm dần. Do đó, có thể xây dựng các mô hình tăng trưởng nội sinh với sự cạnh tranh hoàn hảo. Tuy nhiên, trong nhiều mô hình tăng trưởng nội sinh, giả định về cạnh tranh hoàn hảo được nới lỏng và quyền lực độc quyền ở một mức độ nào đó được cho là tồn tại. Nói chung, quyền lực độc quyền trong các mô hình này đến từ việc nắm giữ các bằng sáng chế. Đây là những mô hình có hai khu vực, nhà sản xuất đầu ra cuối cùng và khu vực R&D. Khu vực R&D phát triển những ý tưởng mà họ được trao quyền độc quyền. Các công ty R&D được cho là có thể kiếm được lợi nhuận độc quyền khi bán ý tưởng cho các công ty sản xuất, nhưng điều kiện gia nhập tự do có nghĩa là những lợi nhuận này sẽ bị tiêu tan vào chi tiêu cho R&D.

## Hàm ý
Hàm ý của lý thuyết tăng trưởng nội sinh là các chính sách mang tính cởi mở, cạnh tranh, thay đổi và đổi mới sẽ thúc đẩy tăng trưởng. Ngược lại, các chính sách có tác dụng hạn chế hoặc làm chậm sự thay đổi bằng cách bảo vệ hoặc ưu đãi các ngành hoặc công ty hiện có cụ thể, theo thời gian, có khả năng làm chậm tăng trưởng gây bất lợi cho cộng đồng. Peter Howitt đã viết:
Tăng trưởng kinh tế bền vững ở khắp mọi nơi và luôn là một quá trình chuyển đổi liên tục. Loại tiến bộ kinh tế mà các quốc gia giàu có nhất đã được hưởng kể từ cuộc Cách mạng Công nghiệp sẽ không thể thực hiện được nếu mọi người không trải qua những thay đổi khó khăn. Các nền kinh tế ngừng chuyển mình có thể rơi khỏi con đường tăng trưởng kinh tế. Các quốc gia xứng đáng nhất với danh hiệu "đang phát triển" không phải là các quốc gia nghèo nhất trên thế giới, mà là các quốc gia giàu nhất. [Họ] cần phải tham gia vào quá trình phát triển kinh tế không ngừng nghỉ nếu họ muốn tiếp tục được hưởng sự thịnh vượng.

## Chỉ trích
Một trong những thất bại chính của các lý thuyết tăng trưởng nội sinh là sự thất bại tập thể trong việc giải thích sự hội tụ có điều kiện được báo cáo trong các tài liệu thực nghiệm.
Một phê bình thường xuyên khác liên quan đến giả định nền tảng về việc thu hồi vốn giảm dần. Stephen Parente cho rằng lý thuyết tăng trưởng mới đã tỏ ra không thành công hơn lý thuyết tăng trưởng ngoại sinh trong việc giải thích sự khác biệt về thu nhập giữa thế giới đang phát triển và đã phát triển (mặc dù thường phức tạp hơn).
Paul Krugman chỉ trích lý thuyết tăng trưởng nội sinh là gần như không thể kiểm tra bằng bằng chứng thực nghiệm; "Quá nhiều trong số đó liên quan đến việc đưa ra các giả định về việc những thứ không thể đo lường được ảnh hưởng như thế nào đến những thứ không thể đo lường khác."